# BravoBús (Ciudad Juárez)
El Sistema Integrado de Transporte Juárez Bus (anteriormente llamado ViveBús desde su creación en 2013 hasta el año 2018, posteriormente llamado BravoBús desde el año 2018 hasta el año 2022), actualmente llamado Juárez Bus es un sistema de transporte BRT inaugurado el 30 de noviembre de 2013 en la urbe fronteriza de Ciudad Juárez, Chihuahua. Este sistema cuenta con 4 líneas: BRT-1: Puerto Tarento-Presidencia, BRT-2: Aeropuerto-Catedral, BRT-3: Pretroncal Gómez Morín y BRT-4: Pretroncal Villarreal-Las Torres, siendo esta última la única línea del sistema que aún no se encuentra construida.

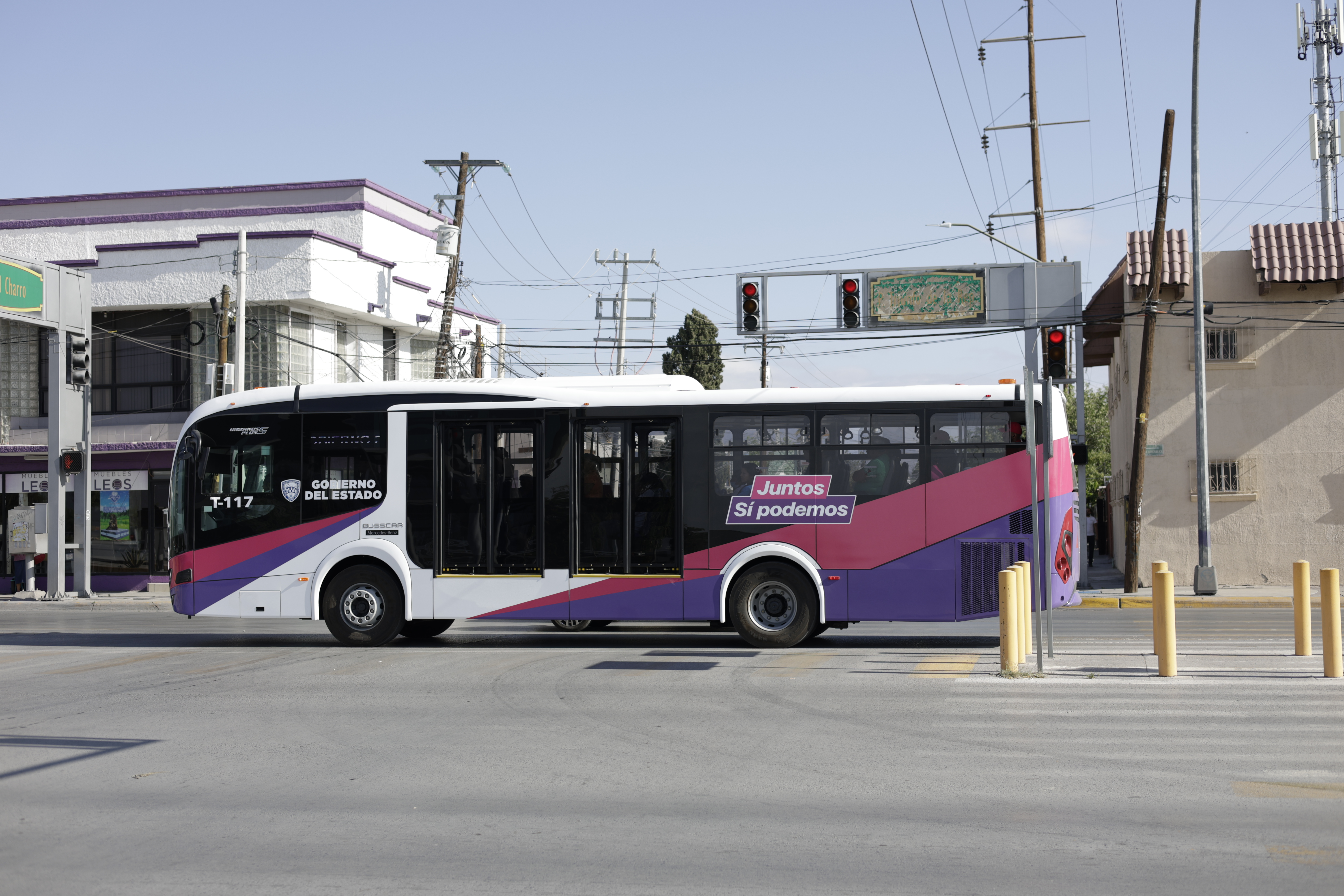
Juárez Bus

Actualmente en conjunto el sistema reúne 78 estaciones en una longitud de aproximadamente 65 km.

## Historia

### Antecedentes
Hacia el año de 1995 El Plan de Desarrollo Urbano de Juárez consideraba necesaria la implantación de un sistema de transporte público masivo troncal con rutas alimentadoras.
En 1996 con apoyo de TTI, SEDESOL, EPA, TNRCC inició el Estudio Integral de transporte, resultando en un Modelo de Demanda de Desplazamientos.
En el año de 2001 el Consejo Municipal construye 25 estaciones ubicadas todas ellas a lo largo de la calle División del Norte y el Bulevard Zaragoza hasta el Bulevard Independencia. Ese mismo año son adquiridos 20 camiones modelo 2002, 8 de estos articulados.

### Fracaso
Para el 2002, año en que se suponía que iba a entrar en operación el sistema, quedando trunco. La implementación en 9 meses fracasó, dejando con futuro incierto el proyecto. Las estaciones construidas fueron vandalizadas con el paso del tiempo.
En 2003 se realizó un nuevo proyecto de Desarrollo Urbano, que incluyó el sistema, pero con modificaciones.
Para el 2004, de los 20 camiones adquiridos en 2001, 5 fueron vendidos a la empresa Sistema Transborde, que opera una ruta de la Central Camionera de Ciudad Juárez al Centro de El Paso, Texas.
Hacia el 2005 el Instituto Municipal de Investigación y Planeación, realizó una serie de estudios en los que determinó que se requerían 5 líneas troncales en la ciudad y dimensionó las necesidades de operación.
En el año de 2006, de los autobuses restantes, 7 fueron vendidos el Metrobús de la Ciudad de México y 1 al Optibús de León, Guanajuato.

### Reconstrucción y entrada en operación
En el año 2007 ya se reconsideraba tomar el proyecto y volverlo a hacer, ya en el año 2008, la Presidencia Municipal inició la construcción de 46 estaciones en 35 puntos de abordaje, y compró 50 autobuses a la Mercedes-Benz.
En 2010 la Presidencia Municipal se hace de un predio con el fin de ser utilizado para talleres y patio de resguardo. Ese mismo año, se pavimentan con concreto hidráulico varias calles para vueltas indirectas a la izquierda y los tramos de carril confinado para el sistema.
A mediados de 2013, tras la inauguración del ViveBús en la ciudad de Chihuahua ahora conocido con el nombre de MetroBús Chihuahua, el ejecutivo estatal, decide darle luz verde al sistema de Ciudad Juárez, adoptando este el nombre de ViveBús Ciudad Juárez.
El 29 de noviembre de 2013 se crea un fideicomiso de financiación para el sistema, llamado "Fideicomiso de transporte autosustentable Vivebús Ciudad Juárez".
Ya el 30 de noviembre el sistema es inaugurado por el gobernador del estado, César Duarte Jáquez y el presidente municipal Enrique Serrano Escobar.
En 2014, se comenzó un plan para quitar las rutas normales y crear rutas alimentadoras, pero este no ha sido puesto en acción aún.

## Líneas actuales

### Corredor Troncal BRT 1
Esta Ruta Troncal entró en operaciones en noviembre de 2013, con un trayecto identificado como: Corredor troncal 1 Presidencia - Tierra Nueva, con una longitud de casi 21 km. 
A partir de la realización y actualización de estudios y proyectos en materia de infraestructura y equipamiento de transporte público, se determinó la necesidad de complementar la infraestructura para lograr una operación óptima de esta ruta troncal, en cuanto a: confinamiento de carriles, ruta exprés (rebase), estaciones confinadas y equipadas que se ubicaran en función de la demanda, así como terminales, patios de resguardo y talleres de mantenimiento.
Se realizaron recorridos físicos para identificar problemas, fallas de funcionamiento, estaciones mal ubicadas o sin servicio, falta de señalamientos, puntos críticos viales por vueltas izquierdas prohibidas en el corredor, entre otros aspectos.
Para dar una respuesta integral a las necesidades de los usuarios: peatones, guiadores, choferes, etc., que harán uso de las instalaciones, infraestructura y equipamiento del corredor troncal, se consideraron soluciones en materia de seguridad vial, peatonal y pública, espacio público e imagen urbana, además de criterios de accesibilidad universal, calle completa, prevención situacional de la delincuencia e infraestructura verde. Aunado a lo anterior, se observó la necesidad de llevar a cabo mejoras al diseño de las estaciones en materia de accesibilidad universal y seguridad e integridad de estas.
Entró en abandono durante la pandemia, debido a malos manejos en el Fideicomiso que lo administraba y la baja afluencia del servicio por las limitaciones impuestas por Gobierno del Estado al transporte público.
En 2023, se decretó que para su reactivación, el gobierno del Estado se haría cargo de su operación
Su reactivación está programada para mediados de 2024, utilizando camiones nuevos Mercedez Benz 2024 de la primera tanda de 80 camiones adquirida por el gobierno para al entrada en funcionamiento de las primeras 3 líneas.

### Corredor Troncal Tecnológico BRT 2
A mediados de 2015 se anunció la construcción de una nueva ruta troncal, que correría a través de a Carretera Panamericana, Avenidas Tecnológico, Paseo Triunfo de la República y 16 de Septiembre, y que contará con una extensión aproximada de 20 km. De igual forma, se confirmó que la construcción de la segunda ruta troncal era necesaria y haría que dejaran de existir 27 rutas que generan tráfico en el primer cuadro de la ciudad y además de que se prohibirá al transporte pesado circular por esta zona para agilizar más el tráfico. A partir de abril del 2022 esta segunda línea del BRT comenzó a funcionar en su fase preoperativa (sin pasaje) para conocer tiempos de traslado utilizando los nuevos autobuses de tipo padrón y oruga, así como para implementar la correcta semaforización de las vialidades correspondientes. Posteriormente, a partir de agosto de dicho año se comenzaron a brindar los recorridos intermitentemente con pasajeros, teniendo la mayoría de las estaciones de la ruta troncal abiertas y en operación.

#### Segunda reactivación
Después de varios meses de espera, el 18 de abril de 2024 salieron de la ciudad de Chihuahua los primeros 22 camiones modelo 2024 de Mercedes-Benz O 500 M 1826, con carrocería denominada Busscar Urbanuss Pluss. Tienen sus puertas al centro para agilizar el ascenso y descenso de pasajeros, cuentan con pisos podotáctiles para personas con capacidades diferentes, y sistema de aire acondicionado y calefacción. El 19 de abril la gobernadora María Eugenia Campos entregó en rueda de prensa los camiones, prometiendo que el total de la flotilla de 80 camiones serían destinados para Ciudad Juárez y no divididos entre el JuarezBús y el Bowí de la capital.
El 25 de abril de 2024 comenzaron los recorridos de prueba sin pasajeros usando los nuevos camiones en la ruta y los paraderos para afinar los tiempos de espera del recorrido completo. También se anunció que la línea dos comenzaría operaciones en la primera semana de mayo de 2024.
El domingo 15 de diciembre de 2024, a las 4:30 AM salieron los primeros camiones de la estaciones Presidencia e Independencia para comenzar con el servicio de la reactivcación de la ruta troncal 1. La gobernadora constitucional del Estado de Chihuahua dio el banderazo de salida a las 10:45 AM en la estación Aserraderos, donde también entregó el patio de guardado, talleres, y las nuevas oficinas de la Dirección de Transporte. En esta primera etapa, el recorrido se acortó hasta la estación Independencia y no hasta Puerto Tarento debido a la mala condición de la infraestructura, y se prometió a rehabilitarla completamente para 2025.
Proyecto de obra pública de transporte urbano, que cuenta con:

#### Línea 2
- Longitud total = 19.5 km
- Corredor troncal con carriles centrales exclusivos = 12.6 km (con carril de rebase en estaciones que cuentan con servicio exprés)
- Uso de carril compartido sencillo = 2.7 km
- 3 terminales alimentadoras (Helio, Aeropuerto y La Cuesta)
- Dos patios de guardado de unidades
- 34 estaciones (separación aproximada = 500 metros entre sí)
  - 16 Estaciones rectangulares tipo A (7 con servicio exprés)
  - 3 Estaciones rectangulares tipo A1
  - 9 Estaciones sesgadas tipo B (2 con servicio exprés)
  - 4 Estaciones rectangulares angostas tipo C
  - 2 Estaciones subterráneas (con servicio exprés)
- 8 Paraderos de puerta derecha.

#### Línea 1
- 40 camiones modelo 2025.
- 34 estaciones, desde estación Independencia, hasta Presidencia.
- El recorrido incluye al Eje Vial Juan Gabriel y al boulevard Zaragoza, con la posibilidad de que los usuarios transborden con el BRT-2, en su cruce con avenida Tecnológico.
- Conecta con 52 escuelas primarias, 31 secundarias, 21 preparatorias y 3 universidades, así como con 30 plazas comerciales, 25 parques, 7 gimnasios municipales, 21 hospitales, diversos puntos laborales y miles de hogares.[10]

### Rutas alimentadoras
El sistema ViveBús Juárez está en funcionamiento al haber sido ya inaugurado, sin embargo, según el coordinador del ViveBús Juárez, Víctor Ortega Fernández, la operadora INTRA y demás dependencias municipales y estatales, actualmente está en fase pre-operativa, por esta razón las rutas alimentadoras aún no han sido puestas en marcha. Ortega Fernández expuso que para implementarlas es necesario adquirir 140 camiones, los cuales deberán ser comprados por la empresa encargada, INTRA. Además, ha mencionado, igualmente, que en enero de 2014, coordinadores del ViveBús y concesionarios de INTRA, definirán el proyecto de las rutas alimentadoras. En su lugar, aún siguen operando los camiones de las rutas existentes, sin embargo, éstas irán desapareciendo paulatinamente para dar lugar a las rutas alimentadoras y auxiliares.

### Rutas pretroncales
Se cuenta con carriles preferenciales para el BRT. Se llevarán a cabo acciones de rehabilitación, reforzamiento de losas de frenado y aceleración en las zonas de ascenso y descenso; suministro e instalación de paraderos, semaforización y señalización centralizada, así como habilitación de cruces peatonales a nivel en las principales intersecciones. Sobre estas rutas podrán circular, incorporarse e desincorporarse unidades del Corredor Troncal con la finalidad de alimentar y distribuir pasajeros a este.

### Terminales Alimentadoras
- Estación Aeropuerto (Línea 2) - Alimentadora Pablo Gómez.
- Estación Tecnológico (Línea 2) - Estación Zaragoza (Línea 1).
- Estación ITCJ (Línea 1 y Línea 3).
- Estación Ramón Corona (Línea 1, Línea 3, Alimentadora Canchas y Alimentadora Altavista).

Se permite el transborde gratuito de pasajeros entre estos puntos.

## Tarifa del Juárez Bus
Las tarifas son de MXN$12.00 pesos para usuario general, y de MXN$6.00 pesos para usuario preferencial. Durante el primer mes de la entrada en operaciones como parte de la segunda reactivación el día 11 de mayo de 2024 el costo es de MXN$6.00 pesos para usuario general y MXN$0.00 pesos para usuario preferencial.

## Sistemas de pago
A diferencia del Bowí Chihuahua, el Juárez Bus contaba con sistema de pago mixto, es decir, era posible realizar el pago correspondiente mediante la utilización de dinero en efectivo, e igualmente, utilizando las tarjetas digitales que pueden ser adquiridas y recargadas en las estaciones y alrededor de 200 módulos distribuidos en la ciudad. Para la siguiente fase operativa se planteó solo utilizar solo tarjetas de recarga y eliminar el uso de efectivo poniendo a disposición máquinas expendedoras en cada estación. Iniciando el 11 de mayo de 2024, para poder utilizar el sistema Juárez Bus o las alimentadoras es necesario contar con una credencial.

### Tarjetas de uso general
Para la reactivación del sistema de transporte, a partir del 22 de abril de 2024, se empezó la credencialización personal de los usuarios. Las primeras 20,000 tarjetas emitidas fueron gratuitas.
Las tarjetas pueden adquirirse en los siguientes puntos en su primera fase:
- Unidad Administrativa José María Morelos y Pavón (Pueblito Mexicano).
- Centros de atención de movilidad de la Ciudad (CAM).
- Dirección de Transporte.
- Estación Tecnológico.
- En las máquinas expendedoras en cada una de las estaciones de la troncal BRT-2 y Pretroncal Gómez Morín (solamente las de uso general)

Tienen un costo de MXN$30.00 pesos.

### Tarjetas preferencial
Estas, a diferencia de las de uso general, poseen un descuento del 50% de la tarifa normal (MXN$6.00pesos), son personalizadas mostrando el nombre y la fotografía del propietario, están dirigidas a: 
- Estudiantes.
- Integrantes de etnias indígenas.
- Adultos mayores.
- Personas con discapacidad.

### Requisitos para trámite de tarjetas preferenciales
Adultos mayores:
- Tener 60 o más años cumplidos.
- Tener una identificación oficial vigente.

Personas con movilidad limitada:
- Pertenecer al padrón del DIF.
- Tener identificación oficial vigente.

Etnias del estado:
- Presentar comprobante de la Comisión de Pueblos Indígenas.
- Presentar copia del acta de nacimiento.
- Tener identificación oficial vigente.

Estudiantes:
- Presentar credencial escolar vigente.
- Presentar constancia de estudios.
- Presentar recibo de pago de inscripción escolar.

## Horarios de servicio
Las líneas operan en un horario de las 4:40 de la mañana (hora en la que sale el primer camión de ambos extremos de cada línea) hasta las 10:00 de la noche de lunes a domingo.